# Lago Tanganica
Il lago Tanganica (o Tanganyka) è uno dei grandi laghi dell'Africa orientale. È il secondo lago più profondo del pianeta dopo il lago Bajkal, ed anche il secondo per volume, sempre dopo il lago Bajkal. Si trova al confine tra Tanzania, Repubblica Democratica del Congo, Burundi e Zambia. Le prime due si dividono quasi equamente l'80% della territorialità delle acque. 

## Caratteristiche
È situato all'interno di una delle grandi fosse della Rift Valley, le cui pareti montagnose ne costituiscono i confini, gran parte della costa è costituita da ripide scarpate. Ha una forma stretta e allungata, e si estende per 677 km in direzione nord-sud con una larghezza media di 50 km. 
Le sue dimensioni lo rendono il sesto lago più esteso al mondo; precisamente è il secondo lago africano per estensione dopo il lago Vittoria, e il più profondo in assoluto di tutto il continente. È il lago d'acqua dolce più lungo del mondo (misurando lungo la linea mediana). Copre un'area di 32.600 km², ha uno sviluppo costiero di 1.828 km, una profondità media di 570 metri, e una profondità massima di 1.470 metri. Si stima che contenga una quantità d'acqua pari a 19.000 km³, essendo quindi il secondo lago d'acqua dolce del mondo per volume dopo il Bajkal. Il bacino idrografico del lago copre una superficie di 220.000 km².
Il lago ha due immissari principali: il fiume Rusizi, che entra da nord dal lago Kivu, e il fiume Malagarasi, che è il secondo fiume più grande della Tanzania, ed entra nel lago Tanganika da est. Il fiume Lukuga è l'emissario che a sua volta riversa le sue acque nel fiume Congo. L'enorme profondità e la posizione tropicale del lago impediscono un ricambio dell'acqua, facendo sì che la parte più profonda del lago consista principalmente di acqua anossica, cioè priva di ossigeno.
Il lago fu visitato per la prima volta dagli europei nel 1858 dagli esploratori Richard Burton e John Speke, che lo incontrarono durante una spedizione finalizzata alla ricerca della sorgente del Nilo. Speke continuò la spedizione per poi effettivamente trovare la sorgente, il lago Vittoria. Fino al 1961 il lago Tanganika divideva i territori belgi (Congo Belga e Ruanda-Urundi) dai territori britannici (Tanganika e Rhodesia Settentrionale).

## La fauna

### I rettili
Tra le specie presenti nel Lago Tanganica vi sono il coccodrillo del Nilo, diverse specie di testuggini (Pelusios rhodesianus, Pelusios sinuatus, Pelusios subniger, quest'ultima presente nelle lagune intorno al lago) Tra i serpenti è presente il cobra d'acqua anulato (Naja annulata), una specie a rischio che si nutre di pesce e si trova solo sulle rive rocciose del lago Tanganica.

### I pesci

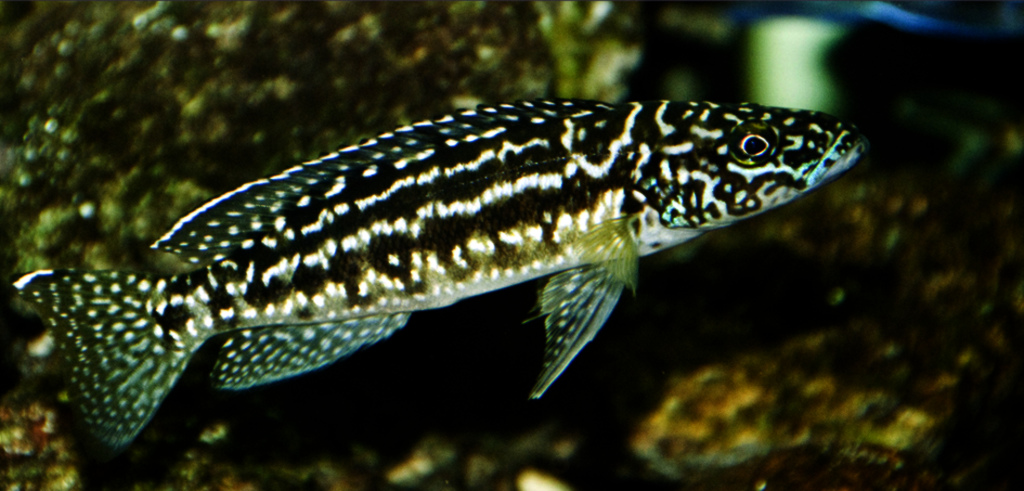
Lepidiolamprologus nkambae una delle specie di ciclidi endemiche del lago

Il lago ospita almeno 300 specie di pesci della famiglia dei Ciclidi e altre 150 specie non-ciclidi, la maggior parte delle quali vive vicino al fondo del lago (zona bentonica). La speciazione dei ciclidi nel lago ha creato specie adattate ai vari ambienti. I "ciclidi-ghiozzo" (generi Eretmodus e Tanganicodus), ad esempio, si sono adattati alla vita nelle acque basse vicino alla costa, interessate da forte moto ondoso, sviluppando una morfologia simile a quella mostrata da alcuni Gobiidae e Blenniidae marini.
Tuttavia, la più grande biomassa di pesce vive al largo (zona pelagica), ed è dominata da sei specie, due della famiglia delle sardine e quattro della famiglia dei Lates (specie simili al persico del Nilo). Il 98% delle specie di ciclidi del Tanganica sono endemiche del lago. Questo alto tasso di endemismo lo si ritrova anche in numerose specie di invertebrati, specialmente molluschi, granchi, sanguisughe, etc.

## L'economia

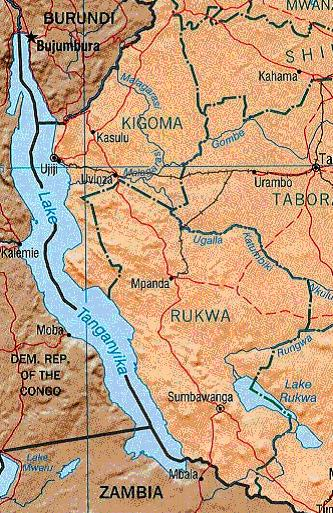
Mappa del Tanganica (Università del Texas, Austin, Perry-Castañeda Library Map Collection)

La fauna ittica nel lago Tanganica è una risorsa primaria di sostentamento per le popolazioni locali. Allo stato attuale ci sono circa 45.000 persone coinvolte nell'industria della pesca, i quali operano da circa 800 siti diversi. Più di un milione di persone dipendono dai pescatori, e il pesce del lago Tanganica può essere trovato nei mercati di tutta l'Africa dell'Est. Il commercio del pesce è iniziato a metà degli anni 50 del 1900 ed ha avuto un impatto estremamente pesante sulla vita delle specie pelagiche, nel 1995 furono pescate 180.000 tonnellate di pesce. Molte sono le industrie peschifere che negli anni 80 conobbero una grande espansione, ma che successivamente hanno dovuto chiudere.

## Curiosità
Il lago, nella zona settentrionale del versante del Ruzizi, è noto per la presenza di un gigantesco coccodrillo che avrebbe divorato più di 300 persone e che i locali hanno ribattezzato Gustave. Tale presenza ha ispirato il film del 2007 Paura primordiale.